# هارون كاربنتر
هارون كاربنتر هو لاعب اتحاد الرغبي كندي، ولد في 9 يناير 1983 في برانتفورد في كندا.

## وصلات خارجية
- هارون كاربنتر عل موقع إسبنسكروم (الإنجليزية)
- هارون كاربنتر على موقع ItsRugby.co.uk (الإنجليزية)